# Sorel Etrog
Sorel Etrog, né le 29 août 1933 à Iași, en Roumanie, et mort le 26 février 2014  à Toronto, au Canada, est un artiste canadien d'origine roumaine, écrivain, philosophe, plus particulièrement connu pour ses sculptures.

## Galerie

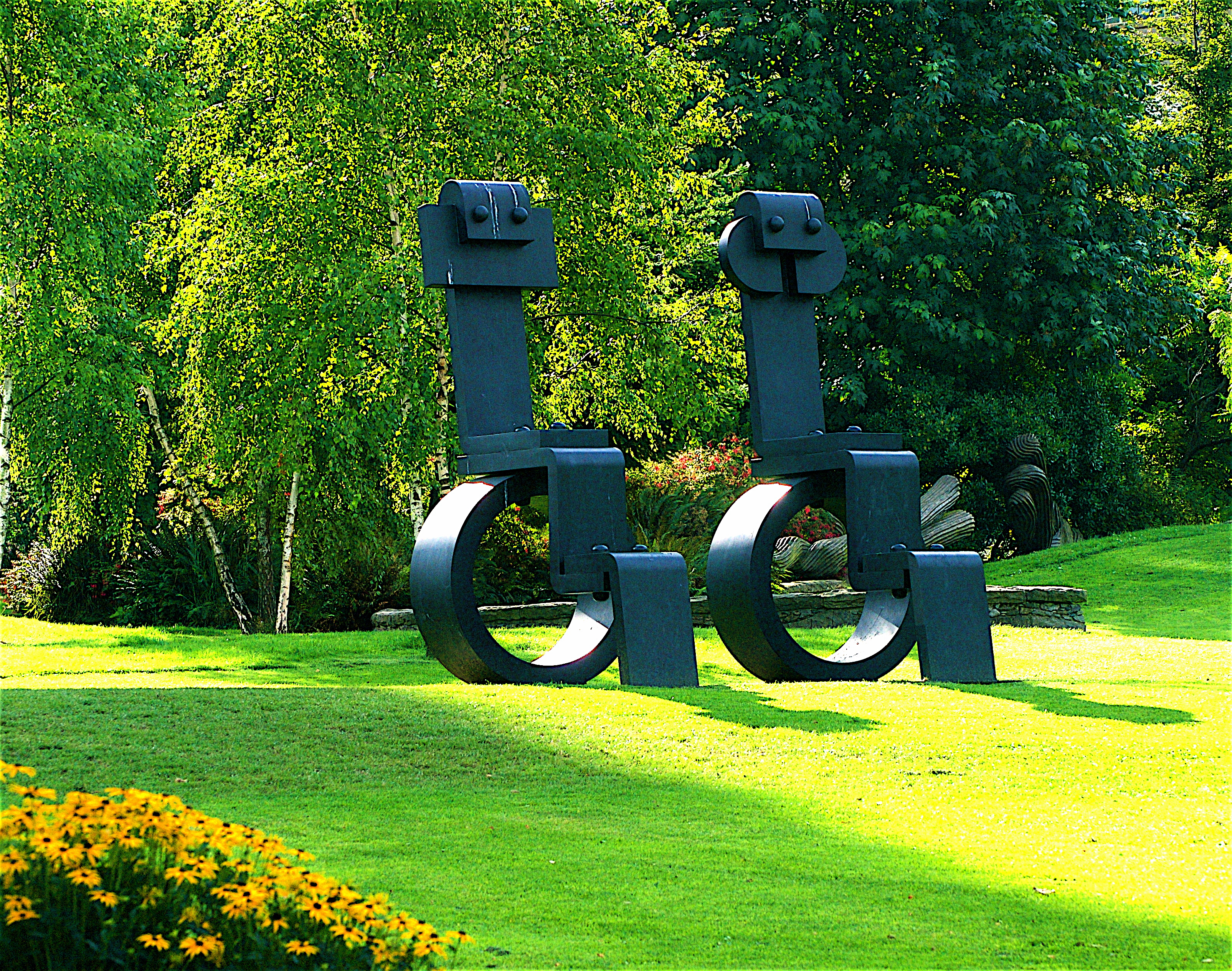
King and Queen à Vancouver, Ontario (Canada)
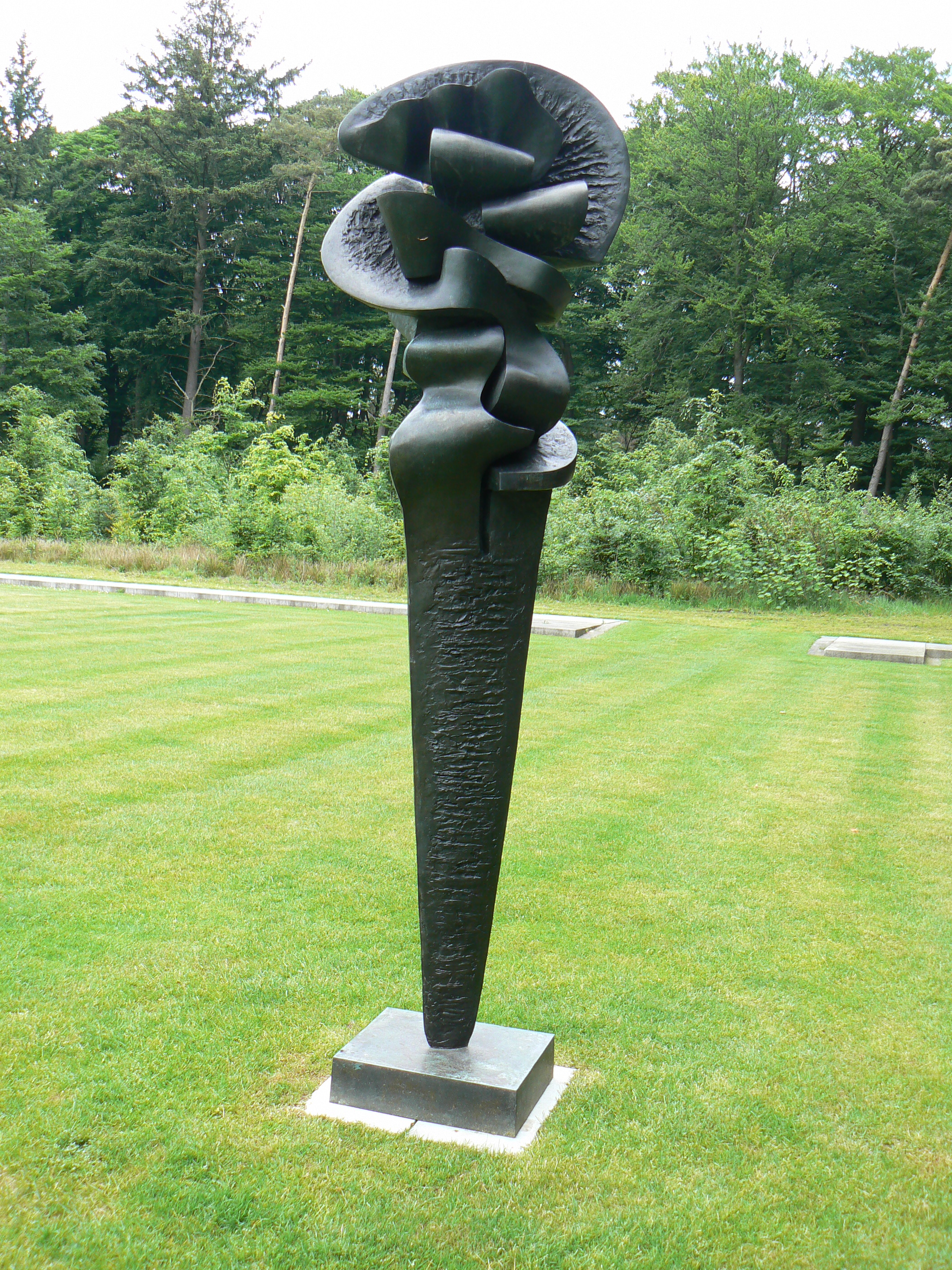
Complexes of a young lady (1960/62)
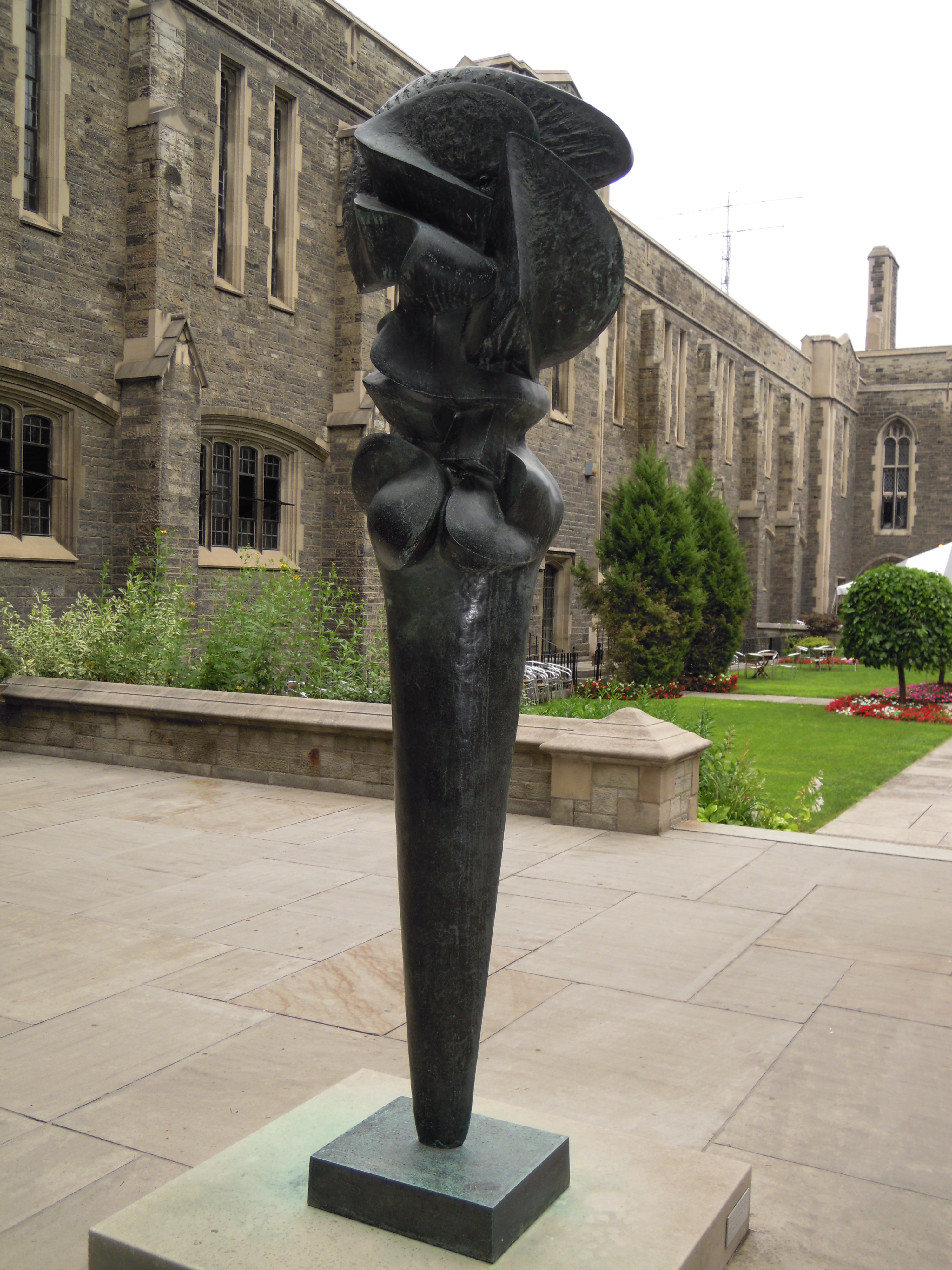
Complexes of a young lady (1962), Toronto
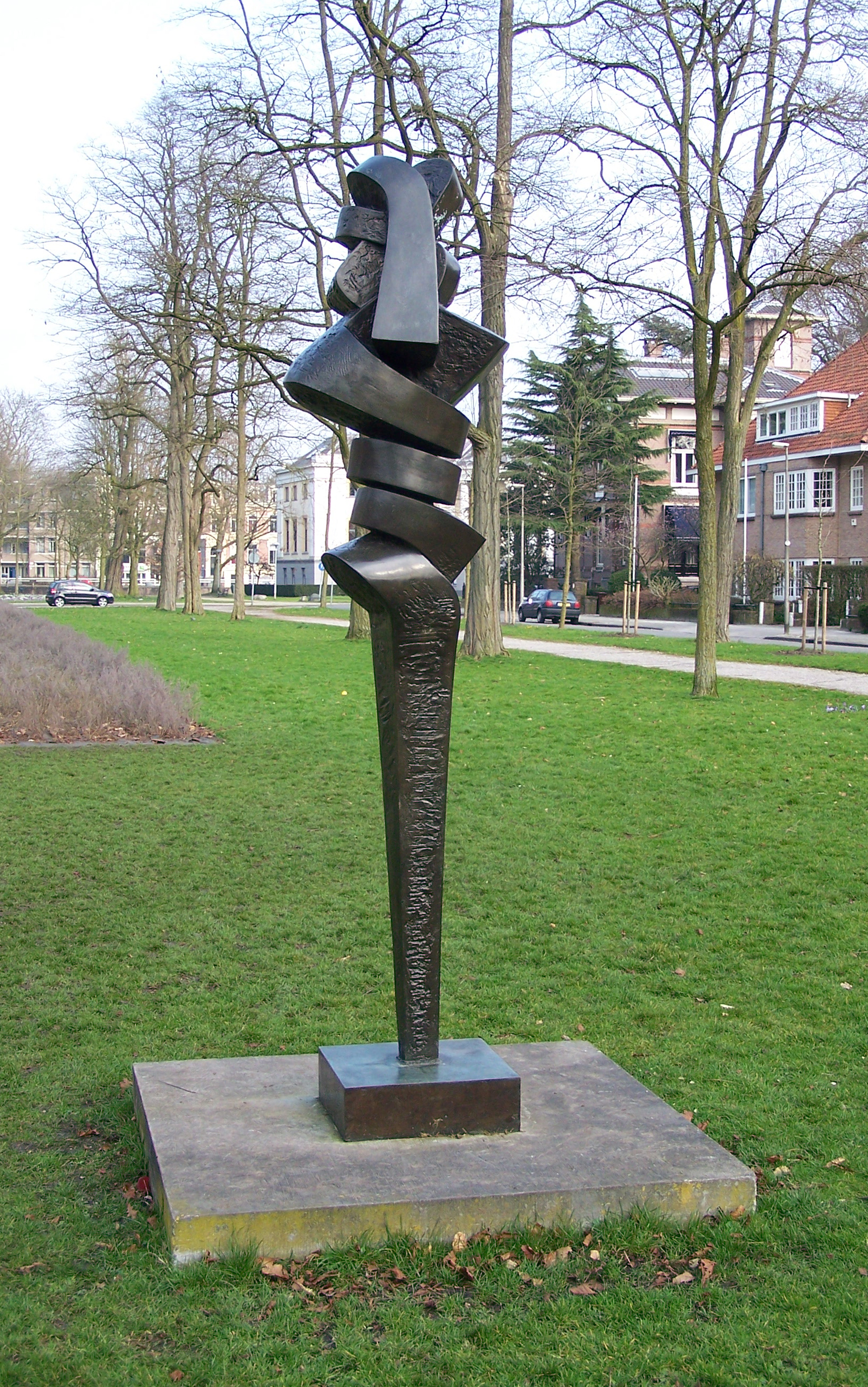
Embrace (1962) à Utrecht
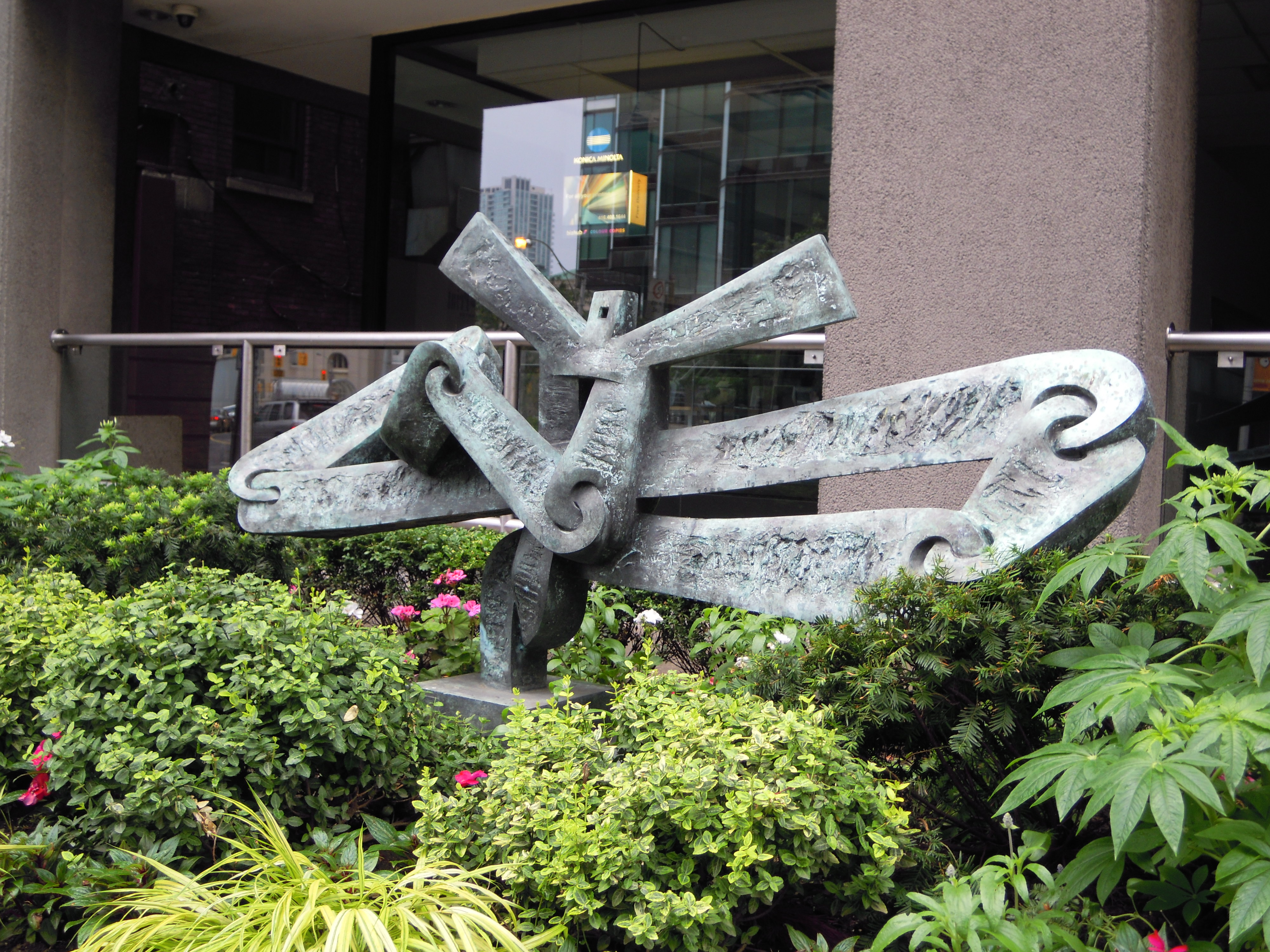
Flight II (1964) à Toronto
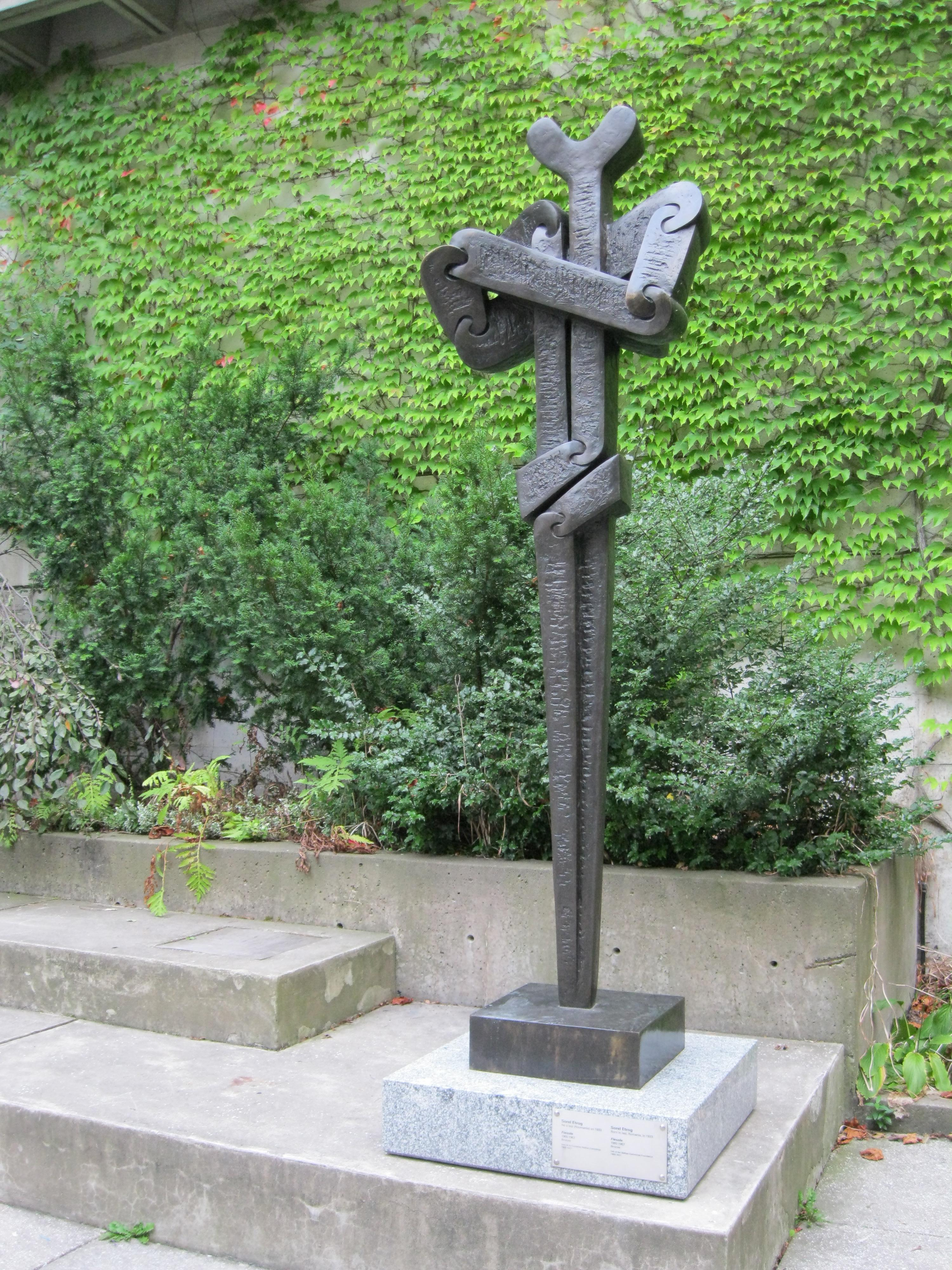
Fiesole (1965-1967)
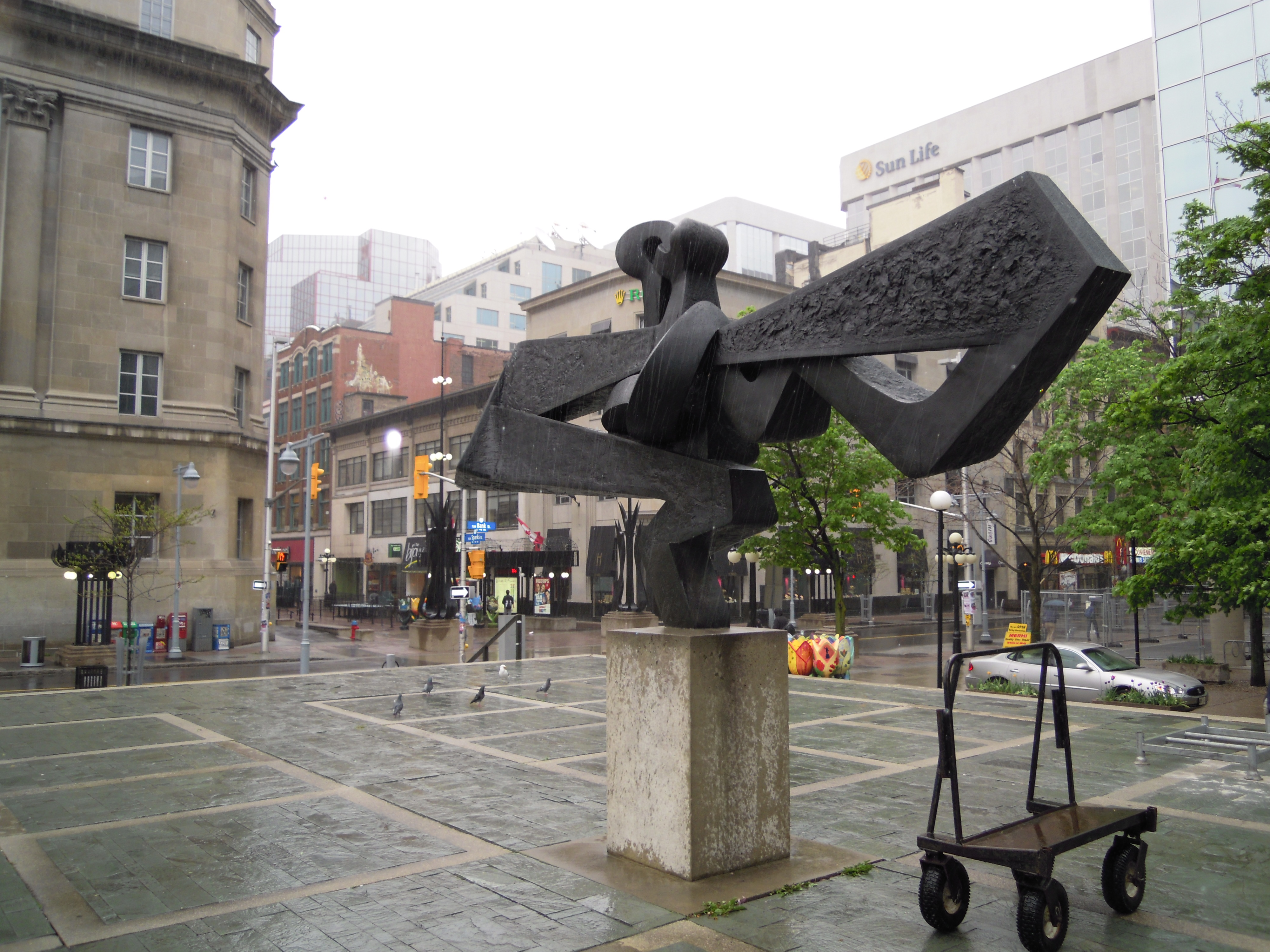
Flight (1966) au siège de la Banque du Canada à Ottawa
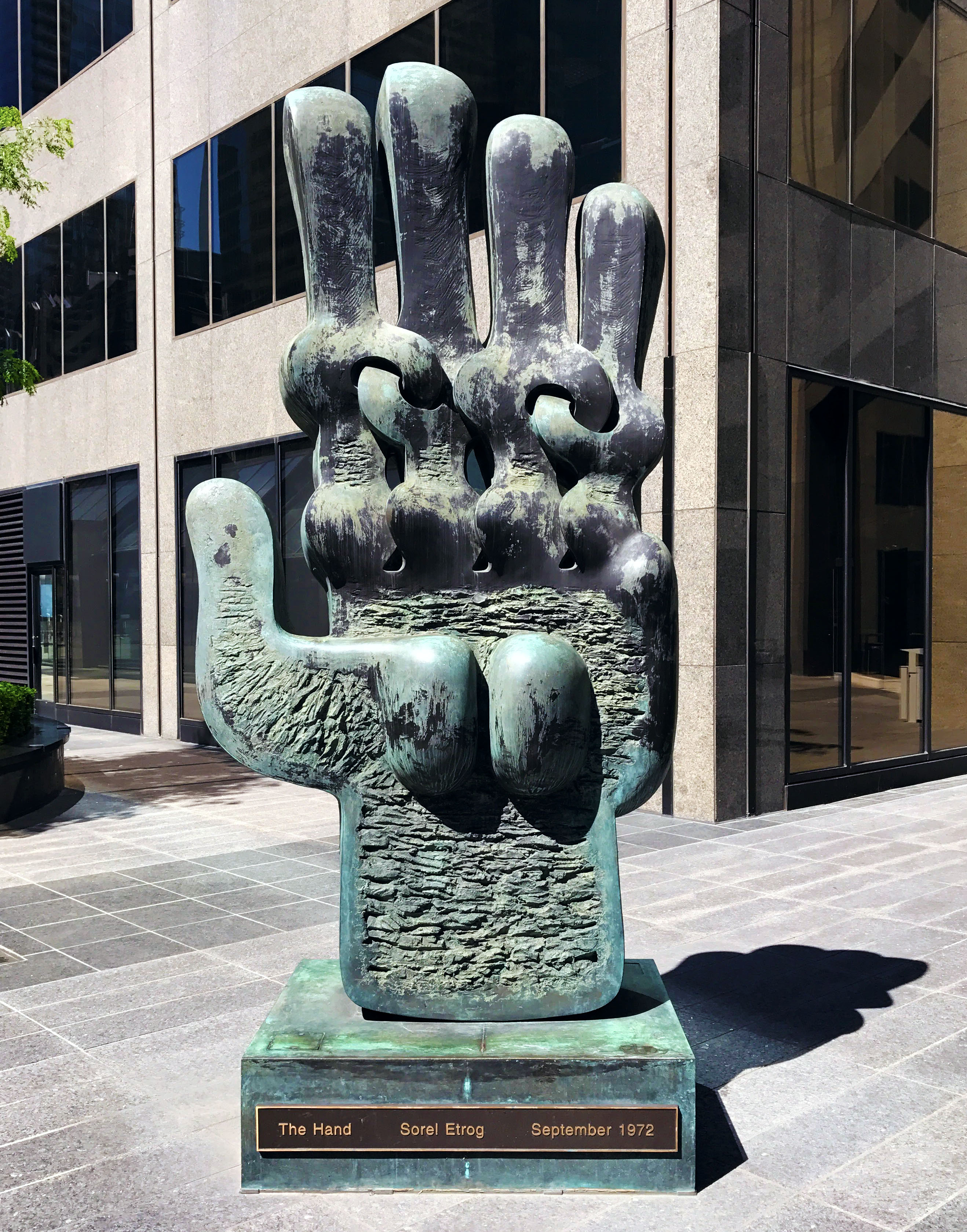
The Hand (1972) à Toronto
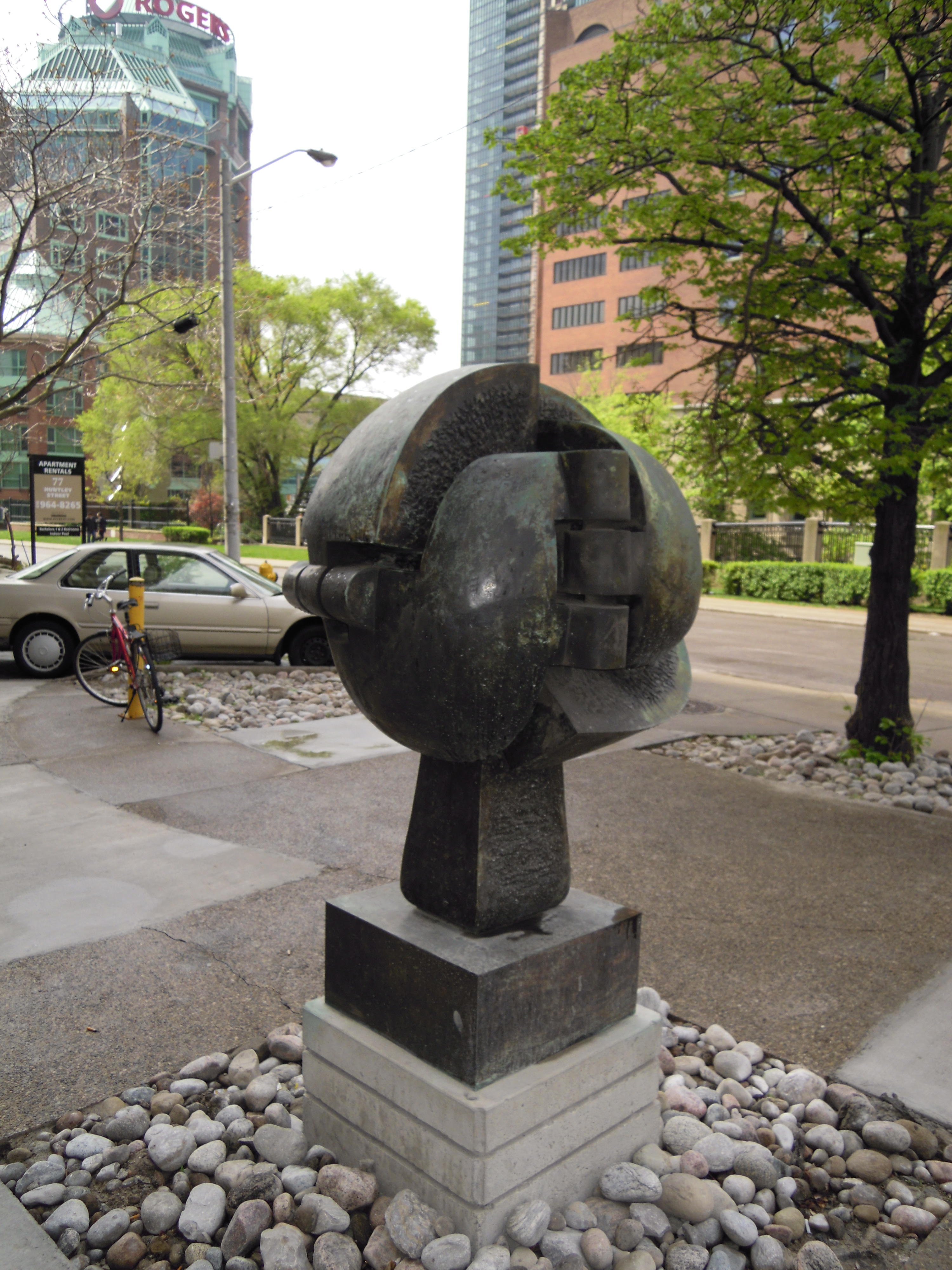
Dreamchanger (1976) à Toronto
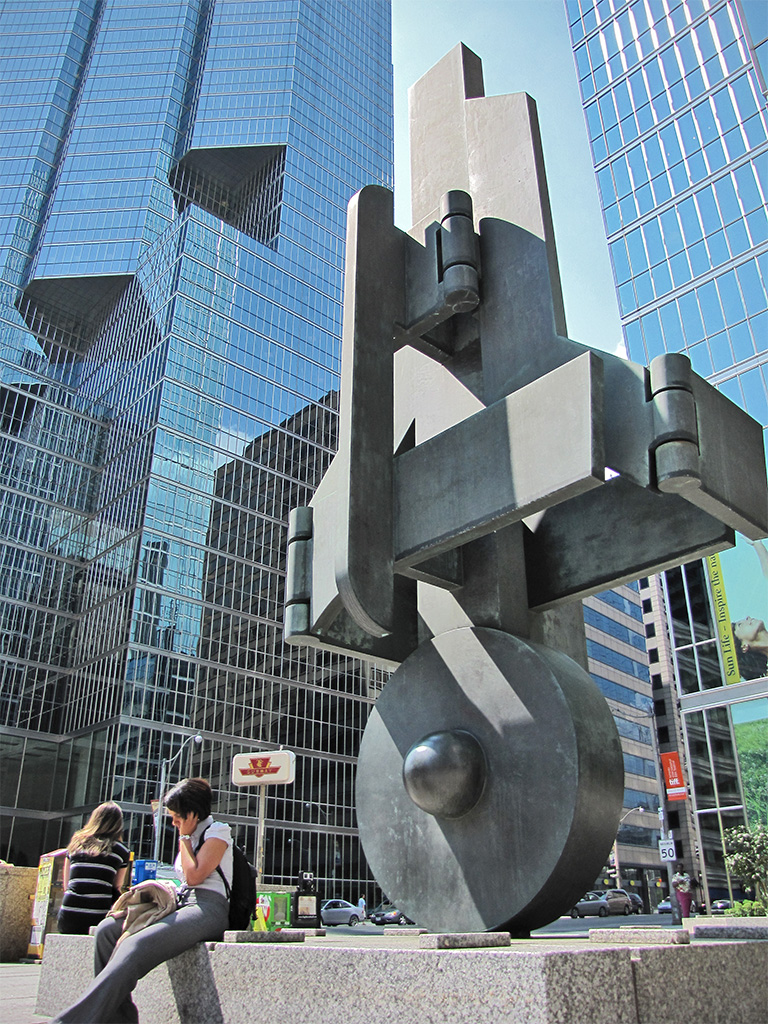
Sunlife (1984) à Toronto